# 鰼鰼
鰼鰼是中国神话里的一种异鱼，形状像鹊但十对翅膀，鳞片在羽毛末端，可以防火。记载于《山海经·北山经》，《遵义府志》亦有记载。

## 参看
中国妖怪列表
1. ↑  圖解火神與火精靈. . 奇幻. 奇幻基地. 2013/01/10: 24–25. ISBN 9789865880057.
2. ↑  《山海经·北山经》：“涿光之山，嚻水出焉，而西流注于河。其中多鳛鳛之鱼，其状如鹊而十翼，鳞皆在羽端，可以御火。”
3. ↑  《遵义府志·水道》：“其鳛部水，即今之高洞河，此河自高洞以下，土人皆名鳛水。此水产鳛鱼，为他水所无，故于古地名鳛部，其水即名鳛部水。”